# TrES-4b
TrES-4b는 TrES 계획에 의해 2006년 발견된 외계 행성으로, 관측에는 통과법이 사용되었다. 이 행성은 허큘리스자리 쪽으로 지구에서 1400광년 거리에 있다.
TrES-4b는 GSC 02620-00648를 3.5일마다 도는데, 이는 이 행성이 어머니 항성을 지구에서 바라보았을 때 3.5일 주기로 한 번씩 가린다는 뜻이다. 질량은 목성의 0.84배이지만 지름은 1.674배로 지금까지 발견된 행성들 중 가장 덩치가 크다. 하지만 부피가 큰 만큼 밀도는 1세제곱센티미터당 0.24그램에 불과하다. 이 정도 밀도는 지금까지 발견된 외계 행성들 중 가장 낮은 값으로, ‘부푼 행성’이라는 별칭이 붙었다.
TrES-4b의 궤도장반경은 730만 킬로미터이며 행성의 유효온도는 섭씨 1300도이다. 그러나 이 정도 자료로는 TrES-4의 낮은 밀도가 충분히 해명되지 않는다. TrES-4b가 예상치보다 밀도가 낮은 이유로는 어머니 항성의 밝기가 태양의 3 ~ 4배이며 내부열이 거기에 추가되었기 때문으로 보고 있다.
TrES-4b의 어머니 항성은 질량이 태양보다 22퍼센트 큰데, 중심핵의 수소를 소진하고 적색 거성 단계로 진화하는 중이다. 10억 년 이내로 어머니 항성은 팽창하여 TrES-4b를 삼킬 것으로 생각된다.

## 같이 보기
- 극단적인 외계 행성 목록
- WASP-17b

## 참고 문헌
1. ↑  “Largest planet in the universe”. The World News. 2007년 8월 8일. 2007년 8월 30일에 원본 문서에서 보존된 문서. 2007년 8월 11일에 확인함.
2. 1 2 3 4  Hazel, Muir (2007년 8월 6일). “Largest known exoplanet puzzles astronomers”. NewScientist.com news service. 2008년 5월 16일에 원본 문서에서 보존된 문서. 2007년 8월 7일에 확인함.